# Судно постановки сітей

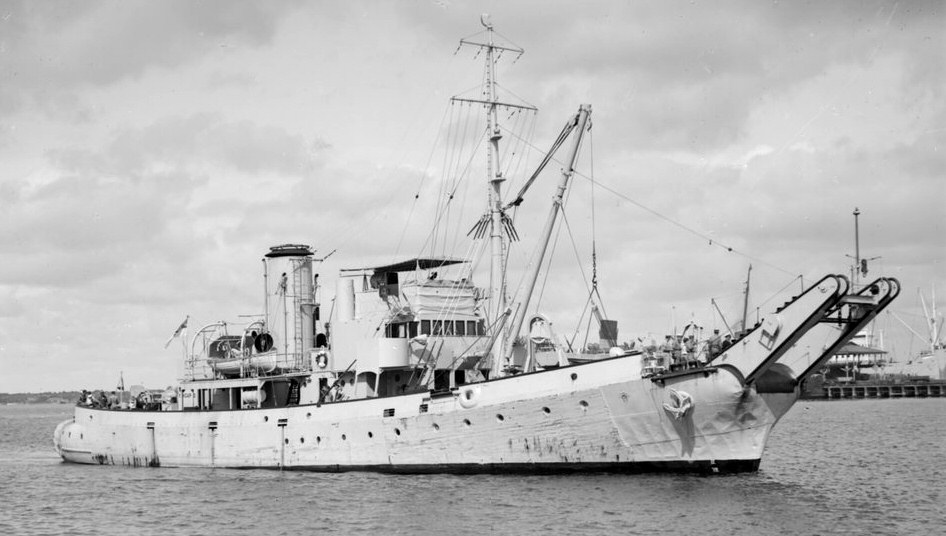
Австралійське судно постановки сітей HMAS Kangaroo

Судно постановки сітей або сітеукладник  - спеціалізований клас невеликих допоміжних військових суден. 
Головним завданням сітеукладників була постановка сталевих сітей, призначених для захисту кораблів від торпед або для перешкоджання руху підводних човнів. Такі загородження могли встановлюватись навколо цінного корабля під час його якірної стоянки, або захищати всю гавань чи інше місце якірної стоянки. Під час Другої світової війни сітеукладники також виконували низку додаткових завдань, включаючи проведення рятувальних робіт на морі, перевезення військ та військових вантажів, обслуговування буїв, виконання функції буксира.
Використання суден постановки сітей поступово припинилось після 1945, коли протичовнова оборона стала більшою мірою забезпечуватись апаратурою виявлення підводних човнів, ніж фізичними загородженнями.